# Edward Gould
Edward Gould o Ernest Gould (Kentish Town, Camden, Londres) va ser un ciclista anglès amateur especialista en ciclisme en pista. El 1897 va guanyar Campionat del món de Mig món.

## Palmarès
- 1897
  -  Campionat del món amateur de mig fons